# صيدلة إلكترونية
الصيدليات الإلكترونية أو صيدليات الإنترنت أو صيدليات الطلبات الإلكترونية هي صيدليات تعمل عبر الإنترنت وترسل الطلبات إلى العملاء عبر شركات البريد أو الشحن.

## الأنواع
- صيدليات الإنترنت المتواجدة في نفس بلد العميل.
- صيدليات الإنترنت المتواجدة في بلد مختلف عن العميل
- صيدليات الإنترنت غير المشروعة. قد تحتوي صفحة الويب الخاصة بصيدلية غير قانونية على أكاذيب حول بلدها الأصلي أو إجراءاته وقد ترسل «الصيدلية» أدوية منتهية الصلاحية أو أدوية مزيفة وقد لا تتبع ضمانات إجرائية طبيعية.

## الشحن والإستلام
صيدليات الإنترنت عادة ما يكون لديها أنظمة شحن محددة من الشركة المصنعة. يتم اتباع ممارسات التحقق وممارسات الشحن الجيدة. قد يكون توصيل المستحضرات الدوائية إلى المنازل أمرًا ضروريًا، ولكن في بعض الأحيان قد تكون هناك مشكلات في التوزيع غير المنضبط. في بعض الأحيان شحن الأدوية عن طريق البريد أو الطرود قد يضر بعض المستحضرات الصيدلانية الحساسة لدرجة الحرارة. يمكن أن تتضمن شروط الشحن غير المنضبطة درجات حرارة عالية ومنخفضة تختلف عن شروط التخزين المدرجة للدواء. على سبيل المثال، وجدت إدارة الغذاء والدواء الأمريكية أن درجة الحرارة في صندوق البريد في الشمس يمكن أن تصل إلى (58 درجة مئوية) بينما كانت درجة حرارة الهواء المحيط لصندوق البريد (38 درجة مئوية). الشحن عن طريق البريد السريع يقلل من وقت الشحن وغالبا ما ينطوي على التسليم إلى الباب، بدلا من صندوق البريد. كما يساعد استخدام حاويات الشحن المعزولة على التحكم في درجات حرارة العقاقير وتقليل المخاطر التي تهدد سلامة الدواء وفعاليته.

## المخاوف والأخطار
- أحيانًا ترسل الصيدليات غير القانونية بعض الأدوية القديمة أو المستبدلة أو المزيفة.
- في بعض الأحيان، قد لا تكون صيدليات الإنترنت موجودة في البلد الذي تزعم به. على سبيل المثال، كشفت دراسة عن شحنات الادوية التي تزعم أنها نشأت في كندا لكن تبين أن العديد منها نشأ في عدة بلدان مختلفة وكانت غالباً أدوية مزيفة.
- يمكن للقاصرين أو الأطفال طلب المواد الخاضعة للرقابة دون إشراف الكبار.
- وتشمل المخاوف الأخرى عدم وجود السرية، والتعبئة غير الصحيحة، وعدم القدرة على التحقق من التفاعلات الدوائية، والعديد من المشاكل الأخرى.

## نقاش

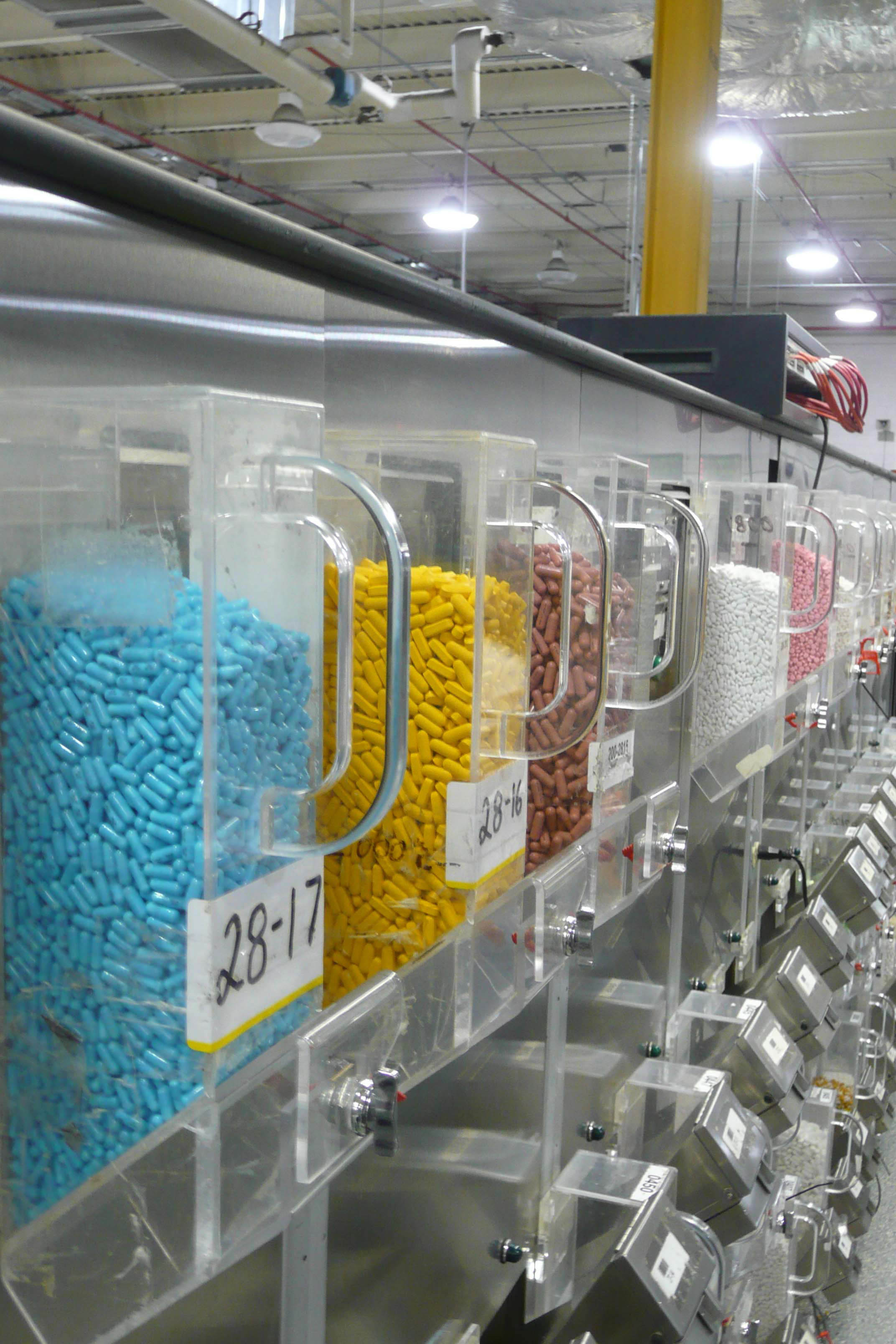
موزعات صيدلية الطلب عبر البريد

تتشابه الصيدليات الالكترونية إلى حد ما مع صيدليات المجتمع؛ أحد الاختلافات الأولية هو الطريقة التي يتم بها طلب الأدوية وتلقيها. يعتبر بعض العملاء أن هذا الأمر أكثر ملاءمة من الذهاب إلى صيدلية المجتمع، بالطريقة نفسها التي يتم بها طلب السلع عبر الإنترنت بدلاً من الذهاب إلى متجر. في حين أن العديد من الصيدليات الإلكترونية تبيع أدوية تستلزم وصفة طبية فقط، إلا أن بعضها لا يتطلب وصفة طبية مكتوبة مسبقًا. هذا لأن في بعض البلدان، الوصفات الطبية غير مطلوبة. يطلب بعض العملاء أدوية من هذه الصيدليات لتجنب التكلفة والإزعاج من زيارة الطبيب أو الحصول على الأدوية التي لا يرغب الأطباء في وصفها. الأشخاص الذين يعيشون في الولايات المتحدة والدول الأخرى حيث الوصفات الطبية للأدوية عالية الثمن يضطر البعض إلى الذهاب للصيدليات الإلكترونية لتوفير المال. توظف العديد من المواقع ذات السمعة العالية أطباء في المنزل لمراجعة طلب الدواء وكتابة وصفة طبية وفقًا لذلك. بعض المواقع تقدم الأدوية بدون وصفة طبية أو مراجعة الطبيب. وقد تم انتقاد هذه الممارسة باعتبارها خطرة، لا سيما من قبل أولئك الذين يشعرون أن الأطباء فقط يمكنهم تقييم موانع الاستعمال بشكل موثوق، ونسب المخاطر / الفائدة، ومدى ملاءمة الدواء لفرد معين. إن الصيدليات التي تقدم الأدوية دون الحاجة إلى وصفة طبية أو مراجعة الطبيب أو إشرافها تكون في بعض الأحيان احتيالية وقد تقدم الأدوية المزيفة وغير الفعالة وربما الخطيرة.